# Felipe Letelier
Felipe Rudecindo Letelier Norambuena (Parral, 11 de mayo de 1956) es un técnico agrícola y político chileno. Fue diputado por el Distrito 42 entre 1994 y 2006; y del Distrito 33 entre 2014 y 2018.

## Biografía
Realizó sus estudios primarios en Parral. Cursó los estudios superiores en la Escuela Nacional de Agricultura de Chapingo y en la Universidad Nacional Autónoma de México (UNAM), y se tituló de técnico agrícola. Luego de egresar, trabajó en su profesión. Se dedicó también, a las ciencias económicas y sociales, realizando asesorías técnicas en diferentes organizaciones.
Es casado y tiene dos hijos, Valentina e Igor.

## Carrera política
En el aspecto político participó como representante en la Internacional Social Demócrata que presidió el excanciller alemán Willy Brandt. Más adelante, asumió como representante general latinoamericano del Buró Mundial. Paralelamente, fue nombrado miembro de la Comisión Política del Partido por la Democracia (PPD).
Durante el gobierno del presidente Patricio Aylwin se desempeñó en la Comisión de Medio Ambiente y Seguridad Ciudadana.
En diciembre de 1993 fue elegido diputado, por el distrito N.° 42, comunas de Bulnes, Cabrero, Cobquecura, Coelemu, Ninhue, Ñiquén, Portezuelo, Quillón, Quirihue, Ránquil, San Carlos, San Fabián, San Nicolás, Treguaco y Yumbel (región del Biobío), para el período 1994 a 1998; en éste integró la Comisión Permanente de Obras Públicas, Transportes y Telecomunicaciones y la de Agricultura, Desarrollo Rural y Marítimo. Miembro de la Comisión Investigadora del Caso de las Uvas Envenenadas.
En diciembre de 1997 fue reelecto diputado, por el mismo distrito, para el período 1998 a 2002; integró la Comisión Permanente de Obras Públicas, Transportes y Telecomunicaciones, la que presidió; y la de Ciencia y Tecnología.
En diciembre de 2001 fue nuevamente electo diputado, por el mismo distrito N.º 42, para el período 2002 a 2006. Fue primer vicepresidente de la Cámara, entre el 16 de diciembre de 2004 y el 21 de junio de 2005. Integró la Comisión Permanente de Derechos Humanos, Nacionalidad y Ciudadanía; la de Agricultura, Silvicultura y Desarrollo Rural. Fue miembro de la Comisión Especial sobre Actuaciones de Funcionarios Públicos en el Caso Matute Johns; de la Comisión Investigadora sobre Irregularidades en la Casa de Moneda de Chile, la que presidió; y la Investigadora sobre Irregularidades en Servicio de Aduana de Los Andes.
En diciembre de 2005 y diciembre de 2009 fue nuevamente como candidato a diputado por el mismo distrito N.° 42, pero no resultó elegido. En 2012 fue candidato a alcalde por la comuna de San Carlos, sin resultar electo.
En las elecciones parlamentarias de 2013 se presentó como candidato a diputado por el distrito N.º 33, provincia de Cachapoal, resultando electo con el 13,88%, logrando su pacto Nueva Mayoría, obtener dos escaños por efecto del sistema binominal, junto con su compañero de lista Ricardo Rincón (45,17%).
En mayo de 2016 ganó las elecciones internas de su partido y fue nombrado presidente Regional del PPD por la Región de O'Higgins.
En 2017 se le suspende la licencia de conducir por tener 12 infracciones por exceso de velocidad, conducción en estado de ebriedad con resultado de daños lo que ocurrió en Parral el año 2005 y fue acusado de giro doloso de cheques en San Carlos en 2007.

## Historial electoral

### Elecciones parlamentarias de 1993
- Elecciones Parlamentarias de 1993 a Diputados por el distrito 42 (San Carlos, Ñiquén, San Fabián, Bulnes, Quillón, Ránquil, Portezuelo, Coelemu, Treguaco, Cobquecura, Quirihue, Ninhue, San Nicolás, Cabrero y Yumbel)[6]

### Elecciones parlamentarias de 1997
- Elecciones Parlamentarias de 1997 a Diputados por el distrito 42 (San Carlos, Ñiquén, San Fabián, Bulnes, Quillón, Ránquil, Portezuelo, Coelemu, Treguaco, Cobquecura, Quirihue, Ninhue, San Nicolás, Cabrero y Yumbel)[7]

### Elecciones parlamentarias de 2001
- Elecciones parlamentarias de 2001 para Diputados por el distrito 42 (San Carlos, Ñiquén, San Fabián, Bulnes, Quillón, Ránquil, Portezuelo, Coelemu, Treguaco, Cobquecura, Quirihue, Ninhue, San Nicolás, Cabrero y Yumbel)[8]

### Elecciones parlamentarias de 2005
- Elecciones parlamentarias de 2005 para Diputados por el distrito 42 (San Carlos, Ñiquén, San Fabián, Bulnes, Quillón, Ránquil, Portezuelo, Coelemu, Treguaco, Cobquecura, Quirihue, Ninhue, San Nicolás, Cabrero y Yumbel)[9]

### Elecciones parlamentarias de 2009
- Elecciones parlamentarias de 2009 para Diputados por el distrito 42 (San Carlos, Ñiquén, San Fabián, Bulnes, Quillón, Ránquil, Portezuelo, Coelemu, Treguaco, Cobquecura, Quirihue, Ninhue, San Nicolás, Cabrero y Yumbel)[10]

### Elecciones municipales de 2012
- Elecciones municipales de 2012, para la alcaldía de San Carlos[11]

| Candidato                  | Pacto                    | Partido | Votos  | %     | Resultado |
| -------------------------- | ------------------------ | ------- | ------ | ----- | --------- |
| Hugo Gebrie Asfuria        | Coalición                | RN      | 12 375 | 53,95 | Alcalde   |
| Felipe Letelier Norambuena | Concertación Democrática | PPD     | 8588   | 37,44 |           |
| Pedro Méndez Sánchez       | Independiente            | Ind.    | 1974   | 8,61  |           |

### Elecciones parlamentarias de 2013
- Elecciones parlamentarias de 2013 a Diputado por el Distrito 33 (Codegua, Coinco, Coltauco, Doñihue, Graneros, Machalí, Malloa, Mostazal, Olivar, Quinta de Tilcoco, Rengo y Requinoa)[12]

### Elecciones parlamentarias de 2017
- Elecciones parlamentarias de 2017 a Diputado por el distrito 15 (Codegua, Coinco, Coltauco, Doñihue, Graneros, Machalí, Malloa, Mostazal, Olivar, Quinta de Tilcoco, Rancagua, Rengo y Requínoa)[13]

### Elecciones parlamentarias de 2021
- Elecciones parlamentarias de 2021 a Diputado por el distrito 15 (Codegua, Coinco, Coltauco, Doñihue, Graneros, Machalí, Malloa, Mostazal, Olivar, Quinta de Tilcoco, Rancagua, Rengo y Requínoa).[14]